# Winston Post
Pour les articles homonymes, voir Post.
Winston Post, né le 30 septembre 1972 à Flardingue,,, est un acteur, présentateur, producteur et disc jockey néerlandais.

## Filmographie[4]

### Cinéma
- 2009 : In de Schaduw van het Paradijs : Moniseur Manloo
- 2012 : Plop wordt Kabouterkoning (nl) : Lakei Stoef
- 2012 : K3 Bengeltjes (nl) : Bas
- 2014 : K3 Dierenhotel (nl) : Bas
- 2017 : K3 Love Cruise (nl) : Bas

### Téléfilms
- 1999 : Westenwind (nl) : Quinten Borgia
- 2000-2004 : Goede tijden, slechte tijden : Benjamin Borges
- 2006 : Onderweg naar Morgen : Jeroen Veenstra
- 2006 : Lotte (nl) : Peter Groeneveld
- 2010-2012 : Hallo K3! (nl) : Bas
- 2014 : Jeuk (nl) : Winston

## Animation
- 2004 : Den Haag Life sur Yorin (nl) : Présentateur
- 2004-2005 : Hebbedingen/Wannahaves sur SBS 6 : Présentateur
- 2011 : Winston op Stap sur WOS TV : Présentateur et producteur
- 2011 : Gezond, Mooi en Gelukkig sur RTL 4 : Présentateur
- Depuis 2012 :	Altijd Jong sur RTL 4 : Présentateur
- 2014 : Shopping & Lifestyle sur SBS 6 : Présentateur
- 2015 : Een Zaak van de Gemeente sur RTL 7 : Présentateur
- 2015 : De Succesfactor sur RTL 7 : Présentateur
- Depuis 2015 :	Nederland Proeft sur RTL 4 : Présentateur
- 2016 : Life is Beautiful sur RTL 4 : Présentateur
- Depuis 2016 : Gadget TV sur SBS 6 : Présentateur
- Depuis 2016 Shownieuws sur SBS 6 : Présentateur